# Connexion verte
Connexion verte (marque de Vertical Connect SAS) était un fournisseur d'accès à Internet par satellite. Il exploitait principalement des satellites de la flotte Eutelsat.
Connexion verte proposait également des offres de :
- Téléphonie mobile
- Internet par ADSL
- Téléphonie fixe et présélection